# 1910 no futebol

## Eventos
- 1 de Janeiro - É fundado na cidade de Buenos Aires, capital da República Argentina, no bairro de Liniers, o Club Atlético Vélez Sarsfield.
- 1 de Abril - fundação do Sporting Clube Farense, o mais antigo clube de futebol algarvio.
- 1 de Setembro - Fundação do Esporte Clube Noroeste.
- 1 de Setembro - Fundação do Sport Club Corinthians Paulista.
- 10 de Novembro - fundação do Vitória Futebol Clube de Setúbal.
- 8 de Dezembro - Fundação do Nacional, da ilha da Madeira.
- O Benfica conquista, pela primeira vez, o Campeonato Distrital de Lisboa.

## Campeões nacionais
- Alemanha - Karlsruher FV
- Argentina - Alumni
- Escócia - Celtic F.C.
- França - US Tourcoing FC
- Inglaterra - Aston Villa F.C.
- Itália - Internazionale
- Países Baixos - HVV Den Haag
- Paraguai - Club Libertad
- Roménia - Olympia București
- Uruguai - River Plate